# West Kill (New York)
West Kill est une census-designated place du comté de Greene, dans l'État de New York, aux États-Unis. En 2020, elle compte une population de 121 habitants.